# Metropolie Belgie
Metropolie Belgie je jedna z metropolií Konstantinopolského patriarchátu.

## Historie a současnost
Dne 22. října 1963 došlo k rozdělení archiepiskopie Thyateira na čtyři části, přičemž Belgie a Lucembursko začalo patřit k metropolií Francie a Nizozemsko k metropolii Německo.
Dne 12. srpna 1969 patriarcha Athenagoras I. zřídil archiepiskopii Belgii a exarchát Nizozemska a Lucemburska se sídlem v Bruselu.
Roku 1975 byla pomocí řecké vlády, Nemecké evangelické církve a četných dobrodinců zakoupena budova v ulici Charbolaan č.p. 71 v Bruselu, která se stala sídlem arcibiskupa.
Roku 1985 došlo ke státnímu uznání církve. Dne 27. října 1985 byl zakoupen katedrální chrám na ulici Stalingradlaan.
Roku 1988 byl představitel Konstantinopolského patriarchátu uznán jako zástupce všech pravoslavných křesťanů v Belgii.
Roku 1995 byl otevřen úřad pravoslavné církve při Evropské unii.
Má 28 farností a ženský monastýr v Astenu.

## Seznam metropolitů
- 1969–1982 Aimilianos (Zacharopoulos)
- 1982–2013 Panteleimon (Kontogiannis)
- od 2013 Athenagoras (Peckstadt)